# Îles Larsen
Pour les articles homonymes, voir Larsen.
Les îles Larsen sont un petit groupe d'îles subantarctiques situées à plus d'un kilomètre au nord-ouest de la pointe Moreton (en), l'extrémité occidentale de l'île du Couronnement (Coronation Island) dans le sud des Orcades du Sud. Elles furent découvertes par le capitaine George Powell et le capitaine Nathaniel Palmer à l'occasion de leur voyage commun en décembre 1821. Elles furent nommées suivant la charte du capitaine Petter Sørlle, fondée sur son étude des Orcades du Sud en 1912-1913, en l'honneur du capitaine norvégien Carl Anton Larsen.
Les îles sont reconnues zone importante pour la conservation des oiseaux.

## Île Monroe
Monroe, la plus grande île du groupe, se trouve à environ 10 km de l'île du Couronnement. Veitch Point est un point situé au centre le long de l'extrémité nord-est de l'île. Sphinx Rock se trouve immédiatement au large de l'extrémité sud-ouest de l'île Monroe.  

## Zone ornithologique importante
Les îles Larsen, ainsi que la pointe Moreton voisine et une zone adjacente de terres libres de glace à l'ouest, ont été identifiées, par Birdlife International, comme une zone de 1580 ha importante pour les oiseaux, car elles abritent de grandes colonies de nidification d'oiseaux de mer, dont quelque 125 000 couples de manchots à jugulaire et 125 000 couples de fulmars antarctiques. Les pétrels des neiges y nichent également en plus petit nombre. 